# Trouble (piosenka Elvisa Presleya)
Trouble – piosenka napisana przez Jerry'ego Leibera i Mike'a Stollera, po raz pierwszy nagrana przez Elvisa Presleya w 1958 roku. Presley wykonał piosenkę w swoim filmie Król Kreol z 1958 roku, a później znalazła się ona na albumie o tym samym tytule. Utwór został wielokrotnie coverowany przez innych artystów.

## Wersja Amandy Lear
„La Bagarre” to francuskojęzyczny cover piosenki „Trouble”, z tekstem napisanym przez Vline Buggy, pierwotnie wydany przez francuską piosenkarkę Amandę Lear w 1975 roku. Artystka nagrała także angielskojęzyczną wersję utworu. Singel odniósł umiarkowany sukces. Został jednak zauważony przez producentów muzycznych, co zaowocowało nagraniem debiutanckiego albumu piosenkarki i rozwojem jej dalszej kariery.

### Lista ścieżek
- 7" single[3]

1. „La Bagarre” - 3:40
2. „Lethal Leading Lady” - 2:50

## Inne wersje
- Jackie DeShannon wydała własną wersję w 1959 roku na stronie B singla „Lies”.
- W 1962 roku utwór z alternatywnym tekstem zarejestrował Johnny Hallyday.
- W 1974 roku, piosenkarka Suzi Quatro nagrała cover „Trouble” na swój album Quatro.
- Grupa Danzig wydała koncertową wersję piosenki na swoim minialbumie Thrall: Demonsweatlive z 1993 roku.